# 20公里跑
20公里跑（約12.4英里）作為長距離路跑競技項目，此項目未被列入奥林匹克运动会正式比賽，且常規賽事舉辦頻率較低，僅在2006年短暫獲得國際田徑總會世錦賽級別認證——當年於匈牙利德布勒森舉行的IAAF世界路跑锦标赛中，臨時將既有半程馬拉松世錦賽程縮減為20公里賽制。
競技成就方面，男子世界最佳成績由厄利垂亞名將澤森內·塔德塞締造，其於2006年世錦賽以56分01秒的驚人表現創下歷史紀錄。女子組則呈現雙重認證體系：肯亞選手弗洛倫斯·基普拉加特2015年在巴塞隆納半程馬拉松賽道中跑出1小時01分54秒的最佳分段成績，但此紀錄因賽制規範爭議未獲「道路賽事統計協會」（ARRS）承認。該協會認可的女子世界紀錄保持者為荷蘭選手洛娜·基普拉加特，她在2006年世錦賽以1小時03分21秒的成績獲得官方認證。
關於紀錄認定規範，國際田徑總會制訂嚴格技術標準：賽道需符合海拔高度差限制，且起終點直線距離不得超過10公里。道路賽事統計協會則增設賽事類型要求，強調紀錄必須在單一距離專項賽事中產生，排除馬拉松等長程賽事中的分段計時成績。此差異化認證機制導致不同機構的紀錄名單存在顯著區別。